# Gérard Rousset
Gérard Georges Victor Rousset (ur. 9 kwietnia 1921 w Valence, zm. 3 lutego 2000 w Vesoul) – francuski szpadzista, srebrny medalista mistrzostw świata.
Podczas mistrzostw świata w Brukseli w 1953 roku Francuzi w składzie: Édouard Artigas, Daniel Dagallier, Maurice Huet, Armand Mouyal, Jean-Pierre Muller i Gérard Rousset zdobyli srebrny medal w zawodach drużynowych. Był to jego jedyny medal wywalczony w zawodach tego cyklu.
Wystartował na igrzyskach olimpijskich w Helsinkach w 1952 roku, gdzie w szpadzie drużynowej odpadł w ćwierćfinałach. Był to jego jedyny start olimpijski.